# Свободноцветка
Свободноцветка, или Азинеума (лат. Asyneuma) — род растений семейства Колокольчиковые (Campanulaceae), распространённый в субтропических и умеренных областях Северного полушария Старого Света.

## Описание
Однолетние, двулетние или многолетние травянистые растения с веретеновидным корнем или тонким корневищем. Стебли простые или ветвистые, одиночные или немногочисленные. Листья очередные, цельные, почти сидячие, стеблевые и/или розеточные.
Цветки собраны в колосовидные, колосовидно-кистевидные или кистевидно-метельчатые соцветия. Чашечка пятираздельная, без придатков. Венчик голубой, синеватый, сиреневый, пурпурный, или белый, пятилопастный: разделён почти до основания, доли всегда свободные, линейно-ланцетные. Тычинок 5, пыльники свободные, удлинённые. Столбик волосистый, рыльце трехраздельное. Завязь (2)3(4)-гнёздная. Плод — цилиндрическая, округлая или обратноконическая коробочка. Семена коричневые, блестящие.

## Виды
Род включает 32 вида:
- Asyneuma amplexicaule (Willd.) Hand.-Mazz. — Свободноцветка стеблеобъемлющая
- Asyneuma anthericoides (Janka) Bornm.
- Asyneuma argutum (Regel) Bornm. — Свободноцветка острозубчатая
- Asyneuma babadaghense Yildiz & Kit Tan
- Asyneuma campanuloides (M.Bieb. ex Sims) Bornm. — Свободноцветка колокольчиковидная
- Asyneuma canescens (Waldst. & Kit.) Griseb. & Schenk typus — Свободноцветка сероватая
- Asyneuma chinense D.Y.Hong
- Asyneuma compactum Damboldt
- Asyneuma davisianum Yildiz & Kit Tan
- Asyneuma ekimianum Kit Tan & Yildiz
- Asyneuma filipes (Nábelek) Damboldt
- Asyneuma fulgens (Wall.) Briq.
- Asyneuma giganteum (Boiss.) Bornm.
- Asyneuma ilgazense Yildiz & Kit Tan
- Asyneuma isauricum Contandr., Quézel & Pamukç.
- Asyneuma japonicum (Miq.) Briq. — Свободноцветка японская
- Asyneuma junceum Parolly
- Asyneuma limonifolium (L.) Janch.
- Asyneuma linifolium (Boiss. & Heldr.) Bornm.
- Asyneuma lobelioides (Willd.) Hand.-Mazz.
- Asyneuma lycium (Boiss.) Bornm.
- Asyneuma macrodon (Boiss. & Hausskn.) Bornm.
- Asyneuma michauxioides (Boiss.) Damboldt
- Asyneuma munzurdaghense Yild.
- Asyneuma pakistanicum D.Y.Hong
- Asyneuma persicum (A.DC.) Bornm.
- Asyneuma pulchellum (Fisch. & C.A.Mey.) Bornm. — Свободноцветка красивая
- Asyneuma pulvinatum P.H.Davis
- Asyneuma rigidum (Willd.) Grossh. — Свободноцветка жёсткая
- Asyneuma thomsonii (C.B.Clarke) Bornm. — Свободноцветка Томсона
- Asyneuma trichostegium (Boiss.) Bornm.
- Asyneuma virgatum (Labill.) Bornm. — Свободноцветка прутьевидная